# Labramia
Labramia é um género botânico pertencente à família Sapotaceae.

## Espécies
- Labramia ankaranaensis
- Labramia boivinii
- Labramia bojeri
- Labramia capuronii
- Labramia costata
- Labramia louvelii
- Labramia mayottensis
- Labramia platanoides
- Labramia sambiranensis